# Mélodie du cœur

Mélodie du cœur (en allemand : Melodie des Herzens) est le premier film  allemand parlant, réalisé par Hanns Schwarz sur un scénario de Hans Székely et sorti en 1929.

## Synopsis
Julia, une jeune campagnarde travaillant comme de femme de chambre à Budapest « l'impériale », perd son emploi lorsqu'elle demeure trop longtemps auprès de János son amoureux, un soldat qui économise pour acheter un cheval afin de fonder une entreprise de transport. Après avoir émargé au chômage, elle obtient du travail dans une boîte de nuit. Entre-temps, la famille de János décide qu'il doit plutôt épouser la fille d'un riche fermier. Le soldat découvre le métier de Julia et accepte le choix de ses parents. Le jour des fiançailles, Julia arrive avec assez d'argent pour acheter le cheval, ce qui conduit à un conflit entre elle-même, les fiancés et les deux familles.

## Fiche technique
- Réalisation : Hanns Schwarz
- Scénario : Hans Székely
- Producteur : Erich Pommer pour l'UFA
- Musique originale : Werner R. Heymann
- Image : Günther Rittau, Hans Schneeberger
- Direction artistique : Erich Kettelhut
- Costumes : Tihamer Varady
- Directeur de production : Artur Kiekebusch-Brenken
- Son : Fritz Thiery
- Musique : Paul Abraham, Mihály Eisemann,  Richard Fall, Viktor Gertler, Robert Stolz, Franz von Suppé
- Pays : Allemagne  République de Weimar

## Distribution
- Dita Parlo : Julia Balog
- Willy Fritsch : János Garas
- Gerö Mály : le père Garas
- Marosa Simon : la mère Garas
- János Körmendy : le père Kovács
- Juliska Ligeti : la mère Kovács
- Anni Mewes : Anna Kovács
- Tomy Endrey : le petit Kovács
- Ilka Grüning : mademoiselle Czibulka
- László Dezsõffy : le conducteur de train
- Mária Szepes (non créditée)